# Trdevac
Tërdec en albanais et Trdevac en serbe latin (en serbe cyrillique : Трдевац) est une localité du Kosovo située dans la commune/municipalité de Gllogoc/Glogovac, district de Pristina (Kosovo) ou district de Kosovo (Serbie). Selon le recensement kosovar de 2011, elle compte 1 121 habitants, dont 1 120 Albanais.

## Démographie

### Évolution historique de la population dans la localité
| 1948 | 1953 | 1961 | 1971 | 1981 | 1991  | 2011  |
| ---- | ---- | ---- | ---- | ---- | ----- | ----- |
| 477  | 532  | 625  | 753  | 985  | 1 254 | 1 121 |

|  |